# Caridina cavaleriei
Caridina cavaleriei е вид десетоного от семейство Atyidae.

## Разпространение и местообитание
Видът е разпространен в Индия (Тамил Наду) и Китай (Гуейджоу).
Обитава сладководни басейни, реки и потоци.